# The Housemaid (film, 2025)
The Housemaid är en amerikansk thrillerfilm med planerad premiär den 25 december 2025. Filmen som är regisserad av Paul Feig efter ett manus skrivet av Rebecca Sonnenshine är baserad på en roman av Freida McFadden.

## Handling
Filmen handlar om en kvinna som är nöjd över att få börja om som hembiträde åt ett förmöget par.

## Rollista (i urval)
| Sydney Sweeney  | – Millie          |
| Amanda Seyfried | – Nina            |
| Brandon Sklenar | – Andrew          |
| Michele Morrone | – Enzo            |
| Megan Ferguson  | – Jilianne        |
| Alexandra Seal  | – Jessica Connors |
| Don DiPetta     | – Jenkins         |